# NGC 121
NGC 121 là một cụm sao cầu nằm trong Đám Mây Magellan Nhỏ, trong chòm sao Đỗ Quyên. Nó được phát hiện lần đầu tiên bởi John Herschel vào ngày 20 tháng 9 năm 1835. Biên tập viên của Danh mục tổng hợp mới, John Louis Emil Dreyer, đã mô tả đối tượng này là "khá sáng, nhỏ, hơi mở rộng, ở giữa sáng hơn".